# Carl H. Lindroth
Carl Hildebrand Lindroth, född den 8 september 1905 i Lund, död där den 23 februari 1979, var en svensk entomolog. Han var professor i entomologi vid Lunds universitet 1951–1972. 
Lindroth var son till professor Hjalmar Lindroth och dennes hustru Stina Hildebrand. Hans bror Sten Lindroth var idéhistoriker och brodern Arne Lindroth ekolog. Efter att ha blivit filosofie licentiat 1929 disputerade Lindroth 1932 för filosofie doktorsgrad och utsågs till professor i entomologi vid Stockholms högskola 1947. Däremellan var han lektor vid Luleå högre allmänna läroverk från 1937 och vid Djursholms samskola 1940–1951. Som entomolog företog han flera forskningsresor, företrädesvis till norra halvklotet. År 1951 utnämndes han till professor i Lund.
Hans huvudsakliga forskning rörde skalbaggar, framför allt jordlöpare (familjen Carabidae), där han koncentrerade sig på deras ekologi och geografiska fördelning. Bland annat påvisade han människans roll för spridningen i Europa och Nordamerika. Därvid använde han sig bland annat av en intressant egenskap bland vissa jordlöpare, nämligen, att det i samma art kan finnas både kort- och långvingade individer, något som kallas vingdimorfism. Denna styrs genetiskt, och Lindroth utnyttjade detta när han undersökte jordlöparnas spridning. Om den kortvingade formen dominerar i ett område, är det troligt att arten ifråga har funnits där under lång tid, eftersom de långvingade har lättare att sprida sig.
Lindroth blev ledamot av Kungliga Vetenskapsakademien 1964. Han var också en uppskattad populärvetenskaplig föreläsare och författare, känd från TV-programmet Fråga Lund. Lindroth medverkade även i Bra Böckers Lexikon. Han är begravd på Norra kyrkogården i Lund.
Lindroth var från 1931 till hustruns död 1972 gift med Gun Bodman (1908–1972), dotter till professor Gösta Bodman, och därefter från 1974 med textilkonstnären Marianne Richter.

## Bibliografi (i urval)

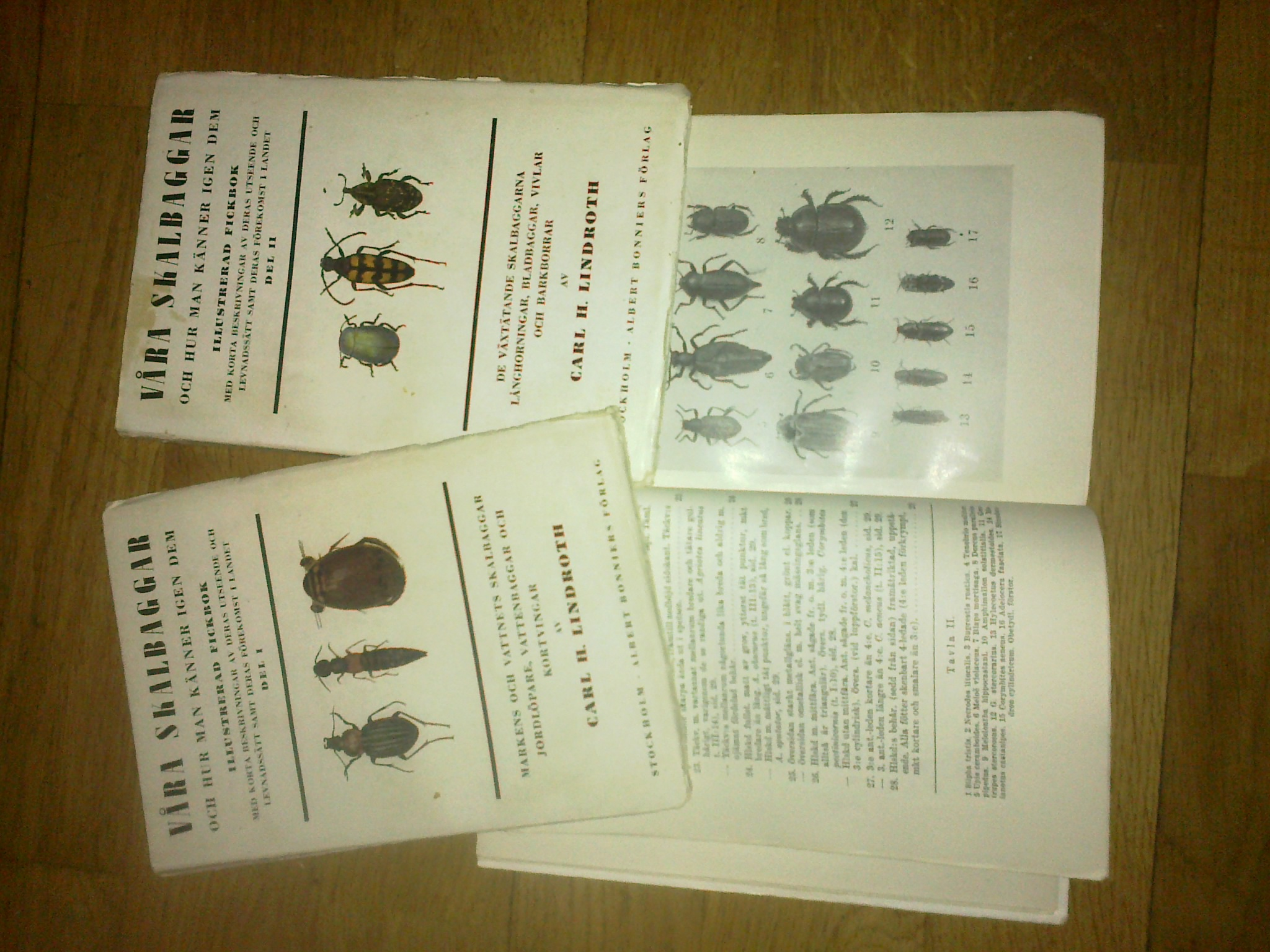
Andra upplagan av Våra skalbaggar och hur man känner igen dem.